# U.S. Route 28
U.S Route 28 var en öst-västlig väg i Oregon mellan Florence och Ontario som upphörde som beteckning 1952 då den ersattes av U-26. Vägen hade en längd av 744 km. 